# Gorki (Bielorrusia)
Gorki o Horki (bielorruso y ruso: Го́рки) es una ciudad subdistrital de Bielorrusia, capital del distrito homónimo en la provincia de Maguilov.
Se conoce su existencia desde 1544 e históricamente era un pueblo o finca vinculado a la familia noble Sapieha. En la Primera partición de Polonia pasó a pertenecer al Imperio ruso. En 1836 se estableció aquí una importante escuela agrícola, que en 1925 se convirtió en la actual Academia de Agricultura de Bielorrusia. Adquirió estatus urbano el 26 de diciembre de 1861, que fue confirmado en la administración bielorrusa al crearse el primer mapa de ciudades el 27 de septiembre de 1938.
En 2010 tiene una población de 32 600 habitantes.
Se ubica unos 40 km al sureste de Orsha.